# Pont-de-Ruan

Pont-de-Ruan este o comună în departamentul Indre-et-Loire, Franța. În 1 ianuarie 2022 avea o populație de 1.214 de locuitori.